# Sabaudia (protista)
Sabaudia es un género de foraminífero bentónico de la subfamilia Sabaudiinae, de la familia Cuneolinidae, de la superfamilia Ataxophragmioidea, del suborden Ataxophragmiina y del orden Loftusiida. Su especie tipo es Textulariella minuta. Su rango cronoestratigráfico abarca desde el Hauteriviense superior hasta el Aptiense (Cretácico inferior).

## Discusión
Clasificaciones previas incluían Sabaudia en el suborden Textulariina del orden Textulariida o en el orden Lituolida. Es un homónimo posterior de Sabaudia Ghigi, 1909, y ha sido considerado como un nombre inválido, siendo Akcaya el nombre de género propuesto para sustituirlo. 

## Clasificación
Sabaudia incluye a las siguientes especies:
- Sabaudia arnaudae †
- Sabaudia auruncensis †
- Sabaudia briacensis †
- Sabaudia capitata †
- Sabaudia dinapolii †
- Sabaudia liguriae †
- Sabaudia minuta †